# Bni Chegdale
Bni Chegdale  (in arabo بني شكدال‎?) è un centro abitato e comune rurale del Marocco situato nella provincia di Fquih Ben Salah, regione di Béni Mellal-Khénifra. Conta una popolazione di 11 444 abitanti (censimento 2014).